# Даглян, Гарри
Арутю́н Крикор Дагля́н-младший (англ. Haroutune Krikor Daghlian, Jr., арм. Հարություն Գրիգոր Դաղլյան կրտսեր), более известный как Га́рри Даглян (англ. Harry Daghlian, арм. Հարրի Դաղլյան; 4 мая 1921, Уотербери, Коннектикут — 15 сентября 1945, Лос-Аламос, Нью-Мексико) — американский физик, участник Манхэттенского проекта по разработке атомного оружия и сотрудник проекта «Y» — предшественника современной Лос-Аламосской национальной лаборатории в Нью-Мексико. 21 августа 1945 года в ходе эксперимента по созданию критической массы, проходившего на полигоне «Омега» в Лос-Аламосской лаборатории, Даглян случайно подверг себя мощнейшему нейтронному и гамма-облучению и умер спустя 25 дней от острой лучевой болезни.
Облучение произошло в результате инцидента с возникновением критичности, когда физик, собирая отражатель нейтронов из брикетов карбида вольфрама, случайно уронил один такой брикет на 6,2-килограммовое плутониевое ядро. Это привело к переходу ядра в надкритическое состояние и запустило цепную реакцию: реакцию и последующее распространение радиации Даглян успел остановить, разобрав конструкцию из брикетов, однако получил дозу радиации, ставшую для него смертельной. Это ядро, получившее прозвище «заряд-демон», через девять месяцев в похожих обстоятельствах привело к гибели ещё одного участника Манхэттенского проекта, Луиса Злотина, и тоже от острой лучевой болезни.

## Ранние годы
Родился 4 мая 1921 года в городе Уотербери в штате Коннектикут. Отец — Арутюн Крикор Даглян-старший (англ. Haroutune Krikor Daghlian), армянин, уроженец города Газиантеп; сотрудник рентгенологического отделения Мемориального госпиталя Лоуренса (ум. 1943). Мать — Маргарет Роуз Карри (англ. Margaret Rose Currie). Сестра Хелен училась в Пенсильванском университете, позже работала в госпитале Лоуренса. У него был брат Эдвард. Гарри был племянником Гарабеда К. Дагляна (англ. Garabed K. Daghlian), профессора физики и астрономии в Коннектикутском колледже, и доктора Л. К. Дагляна (англ. L. K. Daghlian) из Гарвардской школы стоматологии.
Вскоре после его рождения семья переехала в Нью-Лондон. Гарри учился в начальной школе Харбор, где играл на скрипке в школьном оркестре, став одним из первых её стипендиатов и обладателей серебряного кубка школы — приза лучшему ученику. Продолжил обучение в средней школе Балкли, где показывал отличные результаты по математике. Окончил школу в 1938 году, став 5-м в списке учеников по успеваемости, и был удостоен специального приза как отличник по математике. В том же году в возрасте 17 лет Даглян поступил в Массачусетский технологический институт, где намеревался изучать математику и дальше, но через два года, в 1940 году перевёлся в университет Пердью. К тому моменту его основным интересом стала физика, а именно такой новый раздел, как физика элементарных частиц. В 1941 году он стал стипендиатом университета, сдав три экзамена на оценку A и ещё три экзамена на оценку H — высшую оценку. Окончил университет в 1942 году, получив степень бакалавра: из полутора тысяч выпускников того года он занимал 3-е место по успеваемости, а на последнем курсе был принят в студенческое братство Сигма Пи Сигма и объединение лучших студентов под названием Клуб Кэри (англ. Cary Club).
Сразу же после окончания университета приступил к работе над диссертацией по физике, помогая Маршаллу Холлоуэю в работе с циклотронами и в течение года занимаясь преподаванием. В 1943 году по приглашению Роберта Оппенгеймера Даглян и Холлоуэй вошли в команду будущего Манхэттенского проекта, и Гарри одним из первых посетил Лос-Аламос, где началось строительство сооружений для нужд проекта. В том же году Даглян окончил магистратуру университета Пердью, а в следующем году приступил к работе в Лос-Аламосе. Он присоединился к группе учёных во главе с Отто Фришем, которая занималась сборкой критической массы в Лос-Аламосской лаборатории, известной тогда под названием проект «Y». Даглян участвовал в организации и проведении экспериментов по определению критической массы делящихся материалов. О своей работе в Лос-Аламосе Даглян не рассказывал даже своим родным и близким в связи с высоким уровнем секретности проводимых там исследований. С 1943 по 1945 год он всего несколько раз приезжал домой в сопровождении охраны из ФБР.
Гарри был одним из пяти физиков из университета Пердью, работавших над созданием атомной бомбы, — помимо него и Холлоуэя, в проекте работали Чарльз П. Бэйкер (англ. Charles P. Baker), Лайонел Дэниэл Персиваль Кинг (англ. Lionel Daniel Percival King) и Рэмер Э. Шрайбер. В 1945 году Даглян как помощник Луиса Злотина участвовал в подготовке к «Тринити-тесту» — первому испытанию атомной бомбы, состоявшемуся 13 июля. Даглян собирал компоненты бомбы на Ранчо Макдональда, откуда её должны были доставить на полигон для испытаний.

## Роковой эксперимент

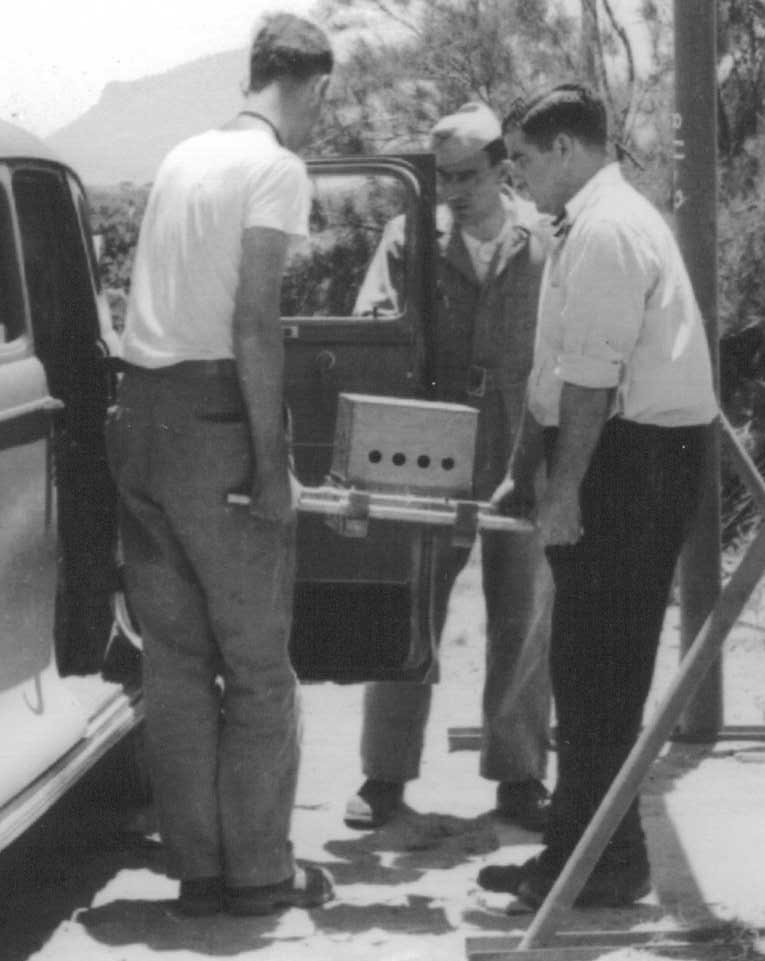
Герберт Лер и Гарри Даглян загружают «Тампер (элемент ядерного оружия) заглушку» — конструкцию с плутониевым Сердечник ядерного оружия и инициатором — в автомобиль, который должен доставить её с Ранчо Макдональда на полигон для Тринити-теста. 13 июля 1945 года

21 августа 1945 года, спустя две недели после атомной бомбардировки Хиросимы, в Лос-Аламосской лаборатории проводился эксперимент по определению критической массы ядра, необходимой для начала цепной реакции. В ходе этого эксперимента учёные собирали вокруг плутониевого ядра отражатель нейтронов, состоявший из добавочных блоков карбида вольфрама массой по 4,4 кг каждый. Этим экспериментом они хотели выявить возможную зависимость критической массы от конструкции отражателя (количества блоков и их расположения, необходимых для начала цепной ядерной реакции), отличия реакции при наличии урана-235 или плутония в атомной бомбе или при использовании иных материалов в отражателе. На жаргоне подобный эксперимент назывался «щекотанием хвоста дракона» (англ. tickling the tail of a dragon). Сборка отражателя осуществлялась вручную, и её участники находились под постоянной угрозой радиационного облучения. Среди участников эксперимента были Даглян и Злотин.
В тот день Даглян в отсутствие Злотина, уехавшего в отпуск, проводил эксперимент на полигоне «Омега», собирая из блоков массой 4,4 кг каждый отражатель нейтронов вокруг плутониевого ядра массой 6,2 кг . Общая масса отражателя должна была составлять 236 кг. Нейтронные счётчики должны были путём соответствующего звукового сигнала предупредить Дагляна о том, что установка следующего блока переведёт всю сборку в надкритическое состояние. В течение дня Гарри произвёл несколько сборок, в ходе которых заметил, что при расстановке блоков на определённом расстоянии друг от друга фиксировалось приближение критической массы ядра. Все эксперименты проводились в присутствии других специалистов, согласно правилам безопасности. После ужина примерно в 21:30 Даглян вернулся на своё рабочее место, чтобы ещё раз собрать отражатель: идея новой конструкции отражателя появилась у него в тот день на одной из посещённых им лекций. Работавший на полигоне техник Вернон Кендрик (англ. Vernon Kendrick) поначалу хотел предложить Дагляну отдохнуть и сходить в кино, но раздумал. В лаборатории находился только охранник Роберт Хеммерли (англ. Robert Hemmerly), который следил за тем, чтобы в лабораторию не прокрались воры, но не имел права вмешиваться в эксперименты, проводимые учёными.
Свою работу Даглян начал примерно за 12 часов до начала следующего рабочего дня, выложив в течение получаса четыре ряда блоков и приступив к сооружению пятого ряда. Примерно в 22:00 он добавлял один из этих блоков, когда прозвучали звуковые сигналы о приближении массы плутониевого ядра к критической. Гарри попытался срочно убрать блок, который держал в левой руке, и отвести его на безопасное расстояние от ядра, но случайно выронил его прямо в самый центр сборки. Случайное добавление последнего блока перевело сборку тут же в надкритическое состояние, запустив тем самым цепную ядерную реакцию. Комнату озарила вспышка голубого цвета, а воздух обрёл такой же цвет вследствие ионизации (как и во время «Тринити-теста»). Даглян несколько раз безуспешно пытался вытащить блок правой рукой, в которой началось ещё и сильное жжение. Чтобы остановить цепную реакцию, он попытался опрокинуть стол со всей конструкцией, но из-за её тяжести не смог этого сделать. В итоге ему пришлось вручную разобрать отражатель, и только после этого счётчики перестали подавать сигналы о надкритическом состоянии системы, а цепная реакция остановилась.
Гарри срочно вызвал Хеммерли, сообщив ему о радиационной утечке. Пострадавшего физика в госпиталь помогла доставить прибывшая на рабочее место аспирантка. Случившееся было позже классифицировано как авария с возникновением критичности. По словам заместителя директора Лос-Аламосской национальной лаборатории Рэмера Шрайбера, авария произошла по чистой случайности, однако Даглян сумел предотвратить куда более катастрофические последствия, остановив цепную ядерную реакцию.

## Смерть
Даглян подвергся серьёзному нейтронному и гамма-излучению: в частности, доза нейтронного излучения составляла 200 рад (2 Гр), а гамма-излучения — 110 рад (1,1 Гр). Суммарно он получил дозу излучения в размере 510 бэр, соответствующую 1016 делений ядра — по сути, смертельную. Прибывшему в госпиталь Дагляну оказали оперативную медицинскую помощь. Поначалу Гарри полагал, что не сильно пострадал в результате этой аварии, поскольку Отто Фриш во время «Тринити-теста» выжил после короткого облучения ураном-235. Однако вскоре у Дагляна начали стремительно развиваться симптомы острой лучевой болезни. Его правая рука значительно разбухла, а у него самого началась тошнота всего через несколько часов после инцидента. Хотя на второй день его состояние немного улучшилось, в последующие дни ему становилось только хуже. Последствия радиационного облучения привели к поражению всех внутренних органов: всё тело покрылось волдырями, при удалении которых отваливалась кожа. Даглян находился под общим наркозом, но испытывал страшные мучения. На шестой день после аварии у Дагляна началось резкое снижение веса, а в его внешности проявились ещё более резкие изменения: стали отпадать волосы с груди и висков, исчезла борода; фактически отпала кожа с груди и живота.
Через десять дней после аварии его снова стали одолевать тошнота и боли в животе, хотя затем они ослабли. Ему вводились внутривенные инъекции, в результате которых происходил резкий скачок давления, а пульс подскакивал до 250 ударов в минуту. Однако попытки избавить его от одного из симптомов лишь обостряли другие, и у врачей не было никаких возможностей спасти пациента: они могли лишь временно ослабить его страдания. За Гарри заботились его мать и сестра, поскольку у врачей центра в Лос-Аламосе не было возможностей для оказания полноценной медицинской помощи. Его навещали Луис Злотин и Энрико Ферми, которому Даглян подробно рассказал все обстоятельства произошедшего. До последних дней своей жизни Гарри сохранял рассудок и даже дал разрешение на то, чтобы сфотографировать следы радиационного облучения на его теле — а именно его обожжённую правую руку. Он умер 15 сентября 1945 года, спустя 25 полных дней после аварии. После вскрытия тело доставили в похоронное бюро в Санта-Фе, а оттуда в армейском гробу в Нью-Лондон, где он и был похоронен на кладбище Сидар-Гроув.
Нью-лондонская газета The Day в разных своих выпусках называла Гарри Дагляна первым участником Манхэттенского проекта, умершим от последствий радиационного облучения, и первым американцем, ставшим жертвой радиационного облучения после окончания Второй мировой войны. Даглян считается первым человеком, умершим от радиационного облучения в результате перехода ядра в надкритическое состояние. Другой пострадавший во время инцидента, Роберт Хеммерли, получил суммарную дозу излучения в размере 50 бэр: доза нейтронного излучения составляла примерно 8 рад (0,08 Гр), доза гамма-излучения — 0,1 рад (0,001 Гр). При этом он прожил после аварии ещё 32 года, скончавшись 28 января 1978 года в возрасте 62 лет от острого миелоидного лейкоза.

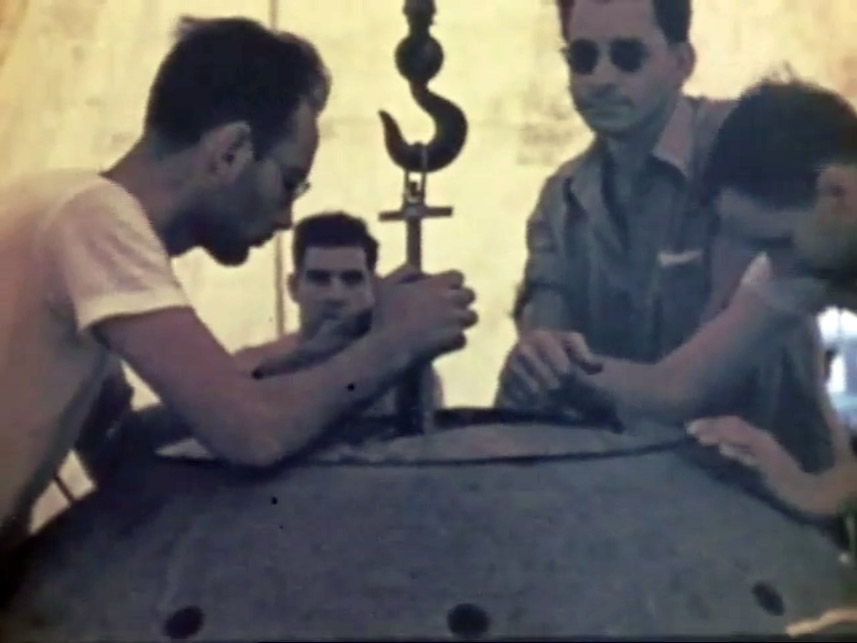
Луис Злотин (в солнечных очках) и Гарри Даглян (сидит в середине) во время Тринити-теста (июль 1945)
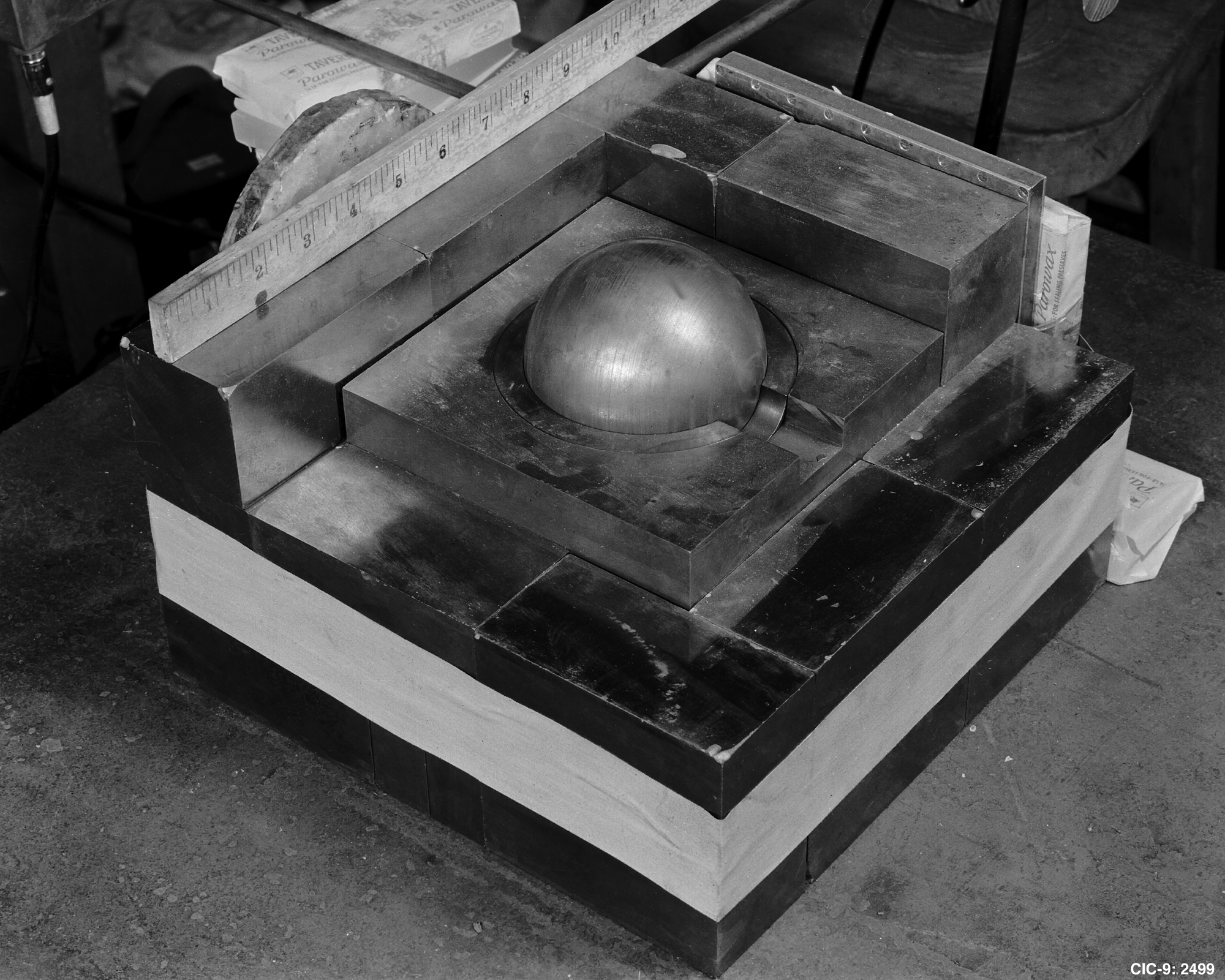
Ядро из плутония, окружённое блоками карбида вольфрама, используемыми для отражателя нейтрона. Реконструкция фатального эксперимента Дагляна
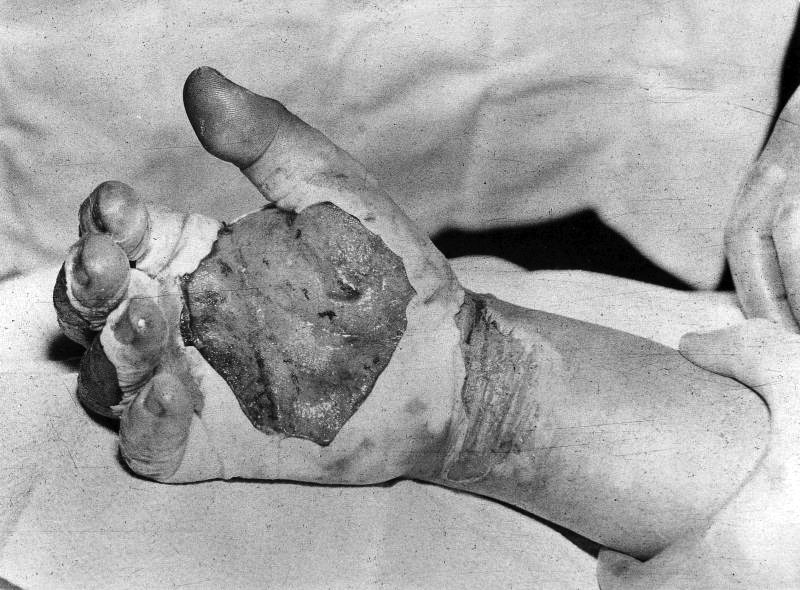
Обгоревшая рука Гарри Дагляна (фото сделано 30 августа 1945 года, за 16 дней до смерти физика)

## Последствия
Трагедия с Дагляном привела к ужесточению требований безопасности на полигоне «Омега». Был образован специальный орган, который должен был в дальнейшем тщательно изучать проекты любых экспериментов, подобных тому, что проводил Даглян, и составлять рекомендации по мерам безопасности. Среди этих мер были участие минимум двух людей в подобных экспериментах, установка хотя бы двух датчиков интенсивности излучения нейтронов со звуковым оповещением и предварительно составленный план действий в случае возникновения чрезвычайной ситуации, не предусмотренной экспериментом.
21 мая 1946 года, спустя девять месяцев, трагедия повторилась уже с участием Злотина. Плутониевое ядро, ставшее причиной гибели Дагляна, снова использовалось в эксперименте, но уже будучи компонентом атомной бомбы, которую планировалось испытать на атолле Бикини. В ходе эксперимента Злотин слишком близко поднёс друг к другу бериллиевые полусферы-отражатели нейтронов, после чего произошла точно такая же вспышка, как и в эксперименте Дагляна с конструкцией отражателей нейтронов. Тут же сработали датчики, предупреждавшие о надкритичности массы. Злотин с огромным трудом сумел разъединить полусферы, но получил тяжёлое облучение и умер через девять дней от острой лучевой болезни, испытав такие же мучения, что и Даглян. Плутониевое ядро, изначально носившее условное название «Руфус», после трагедии со Злотиным получило прозвище «заряд-демон»: его пришлось переплавить, а материал переработать для использования в других зарядах. Последующие эксперименты, связанные с достижением состояния критичности, разрешили проводить только после значительной доработки дистанционных систем управления.
Поскольку о лучевой болезни и её последствиях учёным ничего тогда не было известно, причиной смерти Гарри Дагляна пресса называла серьёзные химические ожоги или ожоги, полученные на предприятии. 40 лет спустя в выпуске газеты The Day, вышедшем в 40-ю годовщину бомбардировок Хиросимы и Нагасаки, было рассказано о том, какое разрушительное последствие на организм Дагляна оказало нейтронное излучение. По словам сестры физика Хелен, её брат получил такие сильные ожоги, что даже кости в его организме были прожжены насквозь. Журналист Джо Макгиннис, расследовавший обстоятельства смертей Дагляна и Злотина, утверждал, что Армия США долгое время не оглашала подлинные причины смерти обоих физиков, чтобы не заставлять общественность задавать вопросы о том, не испытали ли точно такие же страдания и жители Хиросимы и Нагасаки после атомных бомбардировок.
Согласно отчёту Калифорнийского университета, опубликованному в 1961 году, семья Даглянов получила компенсацию за гибель члена семьи в размере 10 тысяч долларов США (около 170 тысяч долларов США по курсу 2023 года) от специального фонда. Акт о компенсации рабочим (англ. Workmen’s Compensation Act) не предусматривал никаких дополнительных выплат, поскольку у самого Гарри Дагляна не было наследников.

## Память

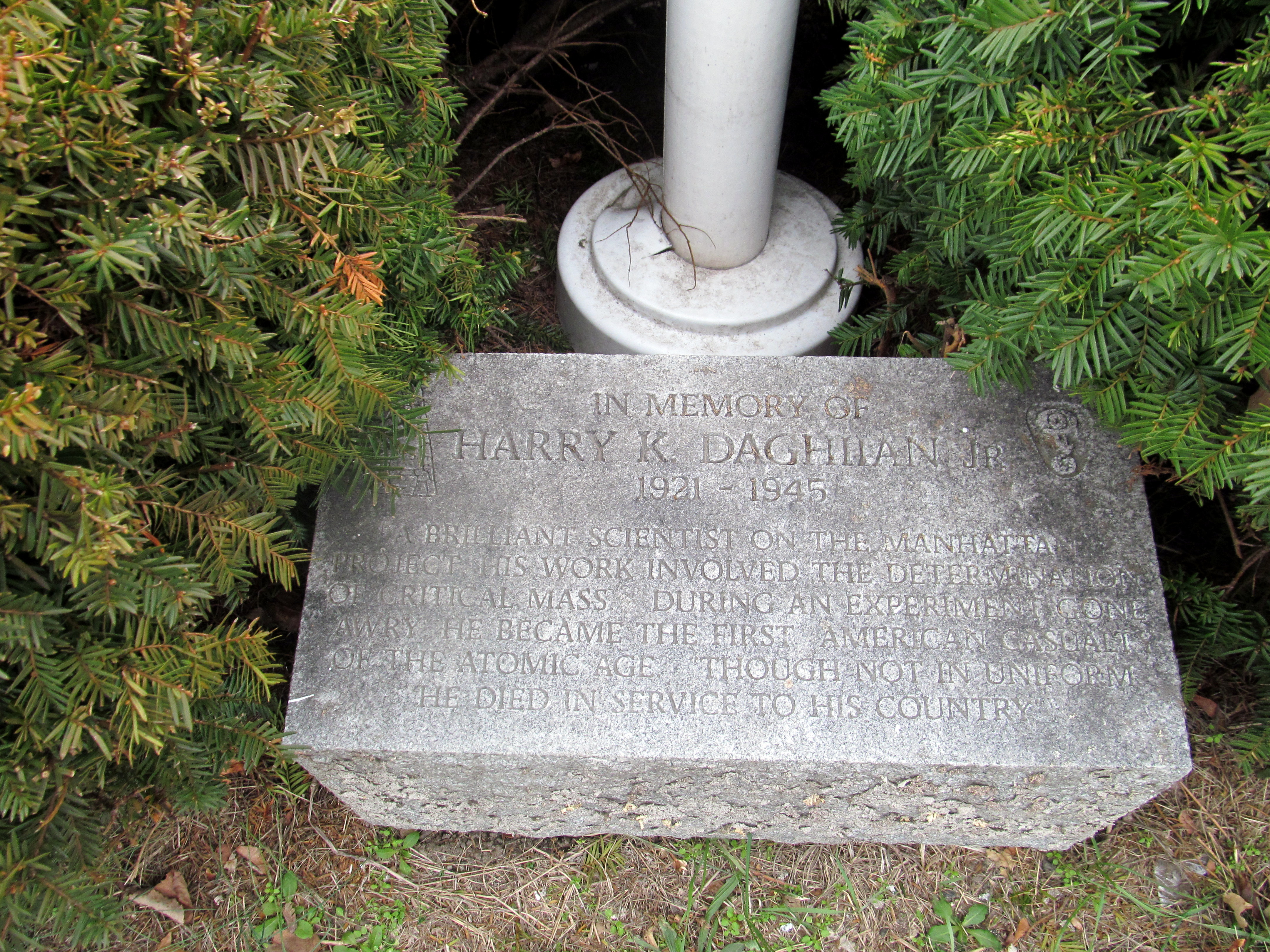
Камень в Калкинс-Парке

Учащиеся школы Харбор в Нью-Лондоне в самом начале 1945/1946 учебного года выпустили специальный номер школьной газеты Harbor Beacon, посвятив его Гарри Дагляну. На первой полосе была следующая цитата: «Хотя и не в униформе, но он погиб на службе своей стране» (англ. Though not in uniform, he died in service to his country). 20 мая 2000 года в Нью-Лондоне в честь Дагляна были установлены памятный камень и флагшток в Калкинс-Парке, примерно в 60 м от здания бывшей школы Уоллера, которую когда-то посещал Даглян, и недалеко от родного дома 95 по Авеню Уиллеттс (англ. Willetts Ave). На памятном камне была следующая надпись:

Блестящий учёный Манхэттенского проекта. Его работа была связана с определением критической массы. Из-за вышедшего из-под контроля эксперимента он стал первым американцем — жертвой атомного века. Хотя и не в униформе, но он погиб на службе своей стране.
Оригинальный текст (англ.)A brilliant scientist on the Manhattan Project. His work involved the determination of critical mass. During an experiment gone awry, he became the first American casualty of the atomic age. Though not in uniform, he died in service to his country.

В историческом фильме 1989 года «Создатели тени» один из героев представляет собой собирательный образ Луиса Злотина и Гарри Дагляна, на что обращал внимание одноклассник Дагляна Лоуренс Кроули (англ. Lawrence P. Crowley). В 2001 году была поставлена пьеса «Соната Луиса Злотина» с упоминанием Дагляна, получившая смешанные отзывы как от родственников физиков, так и от бывших сотрудников Лос-Аламосской лаборатории. Перед релизом фильма «Оппенгеймер» ходили слухи, что в нём может быть отражена и история Дагляна, что на деле так и не случилось.

### Монографии и отчёты
- Daniel F. Hayes. A Summary of Accidents and Incidents Involving Radiation in Atomic Energy Activities, June 1945 through December 1955 (англ.). — Oak Ridge, Tennessee: U.S. Atomic Energy Commission, 1956. — August. — P. 2—3. — doi:10.2172/4343762. Архивировано 10 июня 2024 года.
- Louis Henry Hempelman, Clarence C. Lushbaugh, George L. Voelz. What Has Happened to the Survivors of the Early Los Alamos Nuclear Accidents? (англ.) // Conference for Radiation Accident Preparedness. — Oak Ridge: Los Alamos Scientific Laboratory, 1979. — 19 October. Архивировано 12 сентября 2014 года.
- Thomas P. McLaughlin, Shean P. Monahan, Norman L. Pruvost, Vladimir V. Frolov, Boris G. Ryazanov, Victor I. Sviridov. A Review of Criticality Accidents. LA-13638 (англ.). — Los Alamos, New Mexico: Los Alamos National Laboratory, 2000. — May. — P. 74—75. Архивировано 27 сентября 2007 года.
- Richard L. Miller. Under the Cloud: The Decades of Nuclear Testing (англ.). — The Woodlands, Texas: Two Sixty Press, 1991. — ISBN 0-02-921620-6.
- Neil J. Sullivan. The Prometheus Bomb: The Manhattan Project and Government in the Dark (англ.). — Lincoln: University of Nebraska Press[англ.], 2016. — ISBN 978-1-61234-890-2.

### Газетные статьи
- Paul Baumann. NL man was 1st victim of atomic experiments (англ.) // The Day[англ.]. — 1985. — 6 August. — P. 1, 4. Архивировано 7 июля 2024 года.
- Lee Howard. A death in the desert that 'Oppenheimer' ignored (англ.). The Day[англ.] (26 августа 2023). Дата обращения: 1 июля 2024. Архивировано 1 июля 2024 года.
- Steven Slosberg. A quiet victim of a horrific war he helped end (англ.) // The Day[англ.]. — 2000. — 8 June. — P. C1. Архивировано 12 апреля 2022 года.
- Harry Daghlian, Jr., wins Purdue honor (англ.) // The Day[англ.]. — 1941. — 1 April. — P. 3. Архивировано 1 июля 2023 года.
- Harry Daglian Dies; Burned Working on Atomic Bomb (англ.) // The Day[англ.]. — 1945. — 19 September. — P. 11. Архивировано 5 июля 2024 года.